# Xã Penn, Quận Snyder, Pennsylvania
Xã Penn (tiếng Anh: Penn Township) là một xã thuộc quận Snyder, tiểu bang Pennsylvania, Hoa Kỳ. Năm 2010, dân số của xã này là 4.324 người.